# Trilocha friedeli
Trilocha friedeli är en fjärilsart som beskrevs av Wolfgang Dierl 1978. Trilocha friedeli ingår i släktet Trilocha och familjen silkesspinnare. Inga underarter finns listade i Catalogue of Life.